# 시라타키역
시라타키역(일본어: 白滝駅)은 일본 홋카이도 몬베쓰 군 엔가루정에 위치한 홋카이도 여객철도 세키호쿠 본선의 철도역이다. 역 번호는 A45이며, 단선 · 섬식의 형태를 합친 2면 3선 구조의 복합 승강장을 갖춘 지상역이다.

## 타는 곳
| 1 | ■ 세키호쿠 본선 | (상행) | 가미카와 ・ 아사히카와 · 삿포로 방면 |               |
| 2 | ■ 세키호쿠 본선 | (하행) | 엔가루 · 기타미 · 아바시리 방면      | (특급 · 쾌속) |
| 3 | ■ 세키호쿠 본선 | (하행) | 엔가루 · 기타미 · 아바시리 방면      | (보통)        |

## 역 주변
- 국도 제333호선
- 엔가루 정청 시라타키 종합 지소

## 역사
- 1929년 8월 12일 : 일본국유철도의 역으로서 개업. 일반역.
- 1932년 10월 1일 : 엔가루 기관고 시라타키 분고 설치.
- 1964년 8월 1일 : 시라타키 기관지구 폐지.
- 1974년 10월 1일 : 화물 취급 폐지.
- 1984년
  - 2월 1일 : 소화물 취급 폐지.
  - 11월 10일 : 여객 취급을 간이 위탁화. 운전 취급 요원을 계속 배치.
- 1987년 4월 1일 : 일본국유철도 분할 민영화에 의해, 홋카이도 여객철도가 승계.
- 1989년 : 역사 개축.
- 1992년 : 운전 취급 요원 무인화.
- 1992년 4월 1일 : 간이 위탁 폐지, 완전 무인화.

## 인접 역
| 세키호쿠 본선                | 세키호쿠 본선                      | 세키호쿠 본선            |
| ---------------------------- | ---------------------------------- | ------------------------ |
| 가미카와 A43 아사히카와 방면 | ■ 세키호쿠 본선 특급 '오호츠크'    | 엔가루 A50 기타미 방면   |
| 세키호쿠 본선                |                                    |                          |
| 가미카와 A43 아사히카와 방면 | ■ 세키호쿠 본선 쾌속 '기타미'/보통 | 마루셋푸 A48 기타미 방면 |

- 오쿠시라타키 신호장과의 사이에는 가미시라타키 역이, 시모시라타키 신호장과의 사이에는 규시라타키 역이 있었으나 2016년 3월 26일 폐지되었다.